# Финска на Европском првенству у атлетици у дворани 1975.
Финска је учествоваla на 6. Европском првенству у атлетици у дворани 1975.  одржаном  8. и 9. марта у Спортско-забавној дворани Сподек у Катовицама, (Пољска). Репрезентацију Финске у њеном петом учешћу на европским првенствима у дворани представљало је 8 спортиста (7 мушкараца и 1 жена) који су се такмичили у 6. дисциплина (5 мушкие и 2 женск).
Са две освојене медаље (1. златна и 1. сребрна)  Финска је у укупном пласману делила седмо место  7. место са Франсцуском и Чехословачком од 16 земаља које су на овом првенству освојиле медаље, односно 24 земље учеснице.
У табели успешности (према броју и пласману такмичара који су учествовали у финалним такмичењима (првих 8 такмичара) Финска је са два учесника у финалу заузела 10 место са 16 бодова  од 18 земаља које су имале представнике у финалу, односно 24 земље учеснице, а 6 нису имале ниједног финалисту: Аустрија, Данска, Луксембург Норвешка Турска и Шпанија.
| Плас. | Земља  | 1. место | 2. место | 3. место | 4. место | 5. место | 6. место | 7. место | 8. место | Бр. финал. - Бод. |
| ----- | ------ | -------- | -------- | -------- | -------- | -------- | -------- | -------- | -------- | ----------------- |
| 10.   | Финска | 1 − 8    | 1 − 7    | −        | −        | −        | −        | −        | −        | 2 − 15            |

## Учесници
| Бр. | Дисциплина  | Мушкарци                               | Жене           | Укупно |
| --- | ----------- | -------------------------------------- | -------------- | ------ |
| 1.  | 60 м        | Анти Рајамеки Рајмо Вилен Оси Картунен | Тула Раутанен  | 4      |
| 2.  | 400 м       | Оси Картунен*                          |                | 1      |
| 3.  | 3.000 м     | Пека Пајверинта Хајки Вакури           |                | 2      |
| 4.  | Скок увис   | Хари Сундел                            |                | 1      |
| 5.  | Скок мотком | Анти Рајамеки* Рајмо Ескола            |                | 2      |
| 6.  | Скок удаљ   |                                        | Тула Раутанен* | 3      |
|     | Укупно      | 7 (9)                                  | 1(2)           | 8 (11) |

- Звездица уз име такмичара означава да је учествовао у више дисциплина
- Звездица уз број у загради означава да су у њега још једном урачунати такмичари који су учествовали у више дисциплина.

## Освајачи медаља

### Злато (1)
1. Анти Рајамеки − скок мотком

### Сребро (1)
1. Пека Пајверинта − 3.000 м

## Резултати

### Мушкарци
| Атлетичар       | Дисциплина  | Лични рекорд | Квалификације | Квалификације | Полуфинале           | Полуфинале           | Финале               | Финале   | Детаљи |
| Атлетичар       | Дисциплина  | Лични рекорд | Резултат      | Место         | Резултат             | Место                | Резултат             | Место    | Детаљи |
| --------------- | ----------- | ------------ | ------------- | ------------- | -------------------- | -------------------- | -------------------- | -------- | ------ |
| Анти Рајамеки   | 60 м        | 6,79         | 6,89          | 5. у гр. 1    | Није се квалификоваo | Није се квалификоваo | Није се квалификоваo | 18. / 21 |        |
| Рајмо Вилен     | 60 м        | 6.71 НРд     | 6,79          | 3. у гр. 3 кв | 7,51                 | 6. у пф. 2           | Није се квалификоваo | 12. / 21 |        |
| Оси Картунен*   | 60 м        |              | 6,90          | 5. у гр. 4    | Није се квалификоваo | Није се квалификоваo | Није се квалификоваo | 19. / 21 |        |
| Оси Картунен*   | 400 м       |              | 49,30 кв      | 3. у гр. 1    | 49,52                | 3 у гр. 3            | Није се квалификоваo | 8. / 9   |        |
| Пека Пајверинта | 3.000 м     | 7:52,97 НРд  |               |               |                      |                      | 7:58,6               |          |        |
| Хајки Вакури    | 3.000 м     |              | 8:13,0        | 12. / 13      |                      |                      |                      |          |        |
| Хари Сундел     | скок увис   | 2,21 НРд     | 2,16          | 9. / 18       |                      |                      |                      |          |        |
| Анти Рајамеки*  | скок мотком | 5,36 НРд     | 5,35          |               |                      |                      |                      |          |        |
| Рајмо Ескола    |             | 5,20         | 12. / 16      |               |                      |                      |                      |          |        |

### Жене
| Атлетичарка    | Дисциплина | Лични рекорд | Квалификације | Квалификације | Полуфинале | Полуфинале | Финале                 | Финале   | Детаљи |
| Атлетичарка    | Дисциплина | Лични рекорд | Резултатka    | Место         | Резултат   | Место      | Резултат               | Место    | Детаљи |
| -------------- | ---------- | ------------ | ------------- | ------------- | ---------- | ---------- | ---------------------- | -------- | ------ |
| Тула Раутанен* | 60 м       |              | 7,46          | 3. у гр. 3 кв | 7,51       | 6. у пф. 1 | Није се квалификоваала | 12. / 20 |        |
| Тула Раутанен* | 6скок удаљ |              |               |               |            |            | 5,91                   | 10. / 11 |        |

## Биланс медаља Финске после 6. Европског првенства у дворани 1970—1975.
|     | ЕП     |   |   |   |   | УП    |
| 1.  | 1970.  | 0 | 0 | 1 | 1 | = 12  |
| 2.  | 1971.  | 0 | 0 | 0 | 0 | = 16. |
| 3.  | 1972.  | 0 | 0 | 1 | 1 | = 17. |
| 4.  | 1973.  | 0 | 0 | 2 | 2 | 20.   |
| 5.  | 1974.  | 0 | 1 | 0 | 1 | 17.   |
| 6   | 1975.  | 1 | 1 | 0 | 2 | 17.   |
| 1-6 | Укупно | 1 | 2 | 4 | 7 | 17.   |
| --- | ------ | - | - | - | - | ----- |

|    | ЕП              |   |   |   |   |
| 1. | Анти Калиомеки  | 1 | 1 | 1 | 3 |
| 2. | Пека Пејверинта | 0 | 1 | 1 | 2 |
| -- | --------------- | - | - | - | - |

## Фински освајачи медаља после 6. Европског првенства 1970—1975.
|    | Атлетичар/ка        | м | ж | ЕП       | Дисциплина |   |   |   |   |
| -- | ------------------- | - | - | -------- | ---------- | - | - | - | - |
| 1. | Јарко Тапола        | м |   | 1970.    | 60 м       |   |   |   | 1 |
| 2. | Анти Калиомеки (1)  | м |   | 1972.    | мотка      |   |   |   | 1 |
| 3. | Раимо Вилен         | м |   | 1973.    | 60 м       |   |   |   | 2 |
| 4. | Пека Пејверинта (1) | м |   | 1973.    | 3.000 м    |   |   |   | 2 |
| 5. | Анти Калиомеки (2)  | м |   | 1974.    | мотка      |   |   |   | 1 |
| 6. | Анти Калиомеки (3)  | м |   | 1975.    | мотка      |   |   |   |   |
| 7. | Пека Пејверинта (2) | м |   | 1975.    | 3.000 м    |   |   |   | 2 |
|    | Укупно              | 7 | 0 | 1970—73. |            | 1 | 2 | 4 | 7 |